# Mecynogea erythromela
Mecynogea erythromela là một loài nhện trong họ Araneidae.
Loài này thuộc chi Mecynogea. Mecynogea erythromela được miêu tả năm 1876 bởi Holmberg.